# Dario di Giovanni

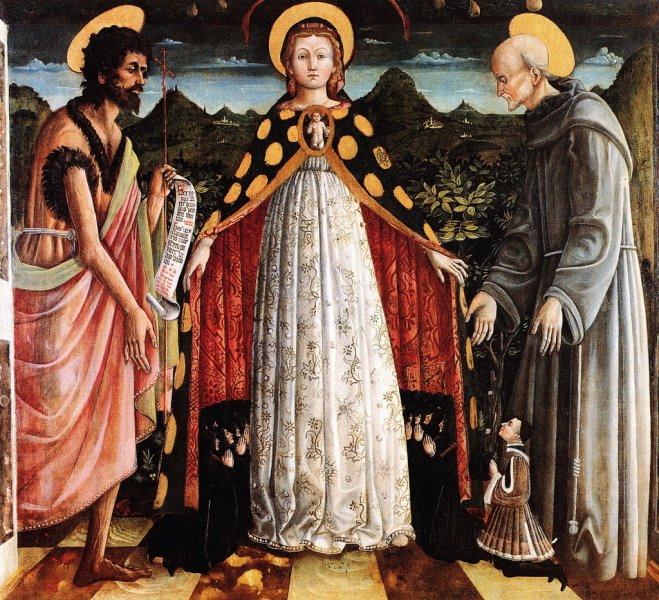
Madonna della Misericordia, Museo Civico di Bassano del Grappa

Dario di Giovanni, detto anche da Pordenone, da Udine o da Treviso (1420 circa – Conegliano, prima del 1498), è stato un pittore italiano.

## Biografia
Figlio di un Giovanni, modesto pittore di Pordenone, è attestato per la prima volta in un contratto del 25 agosto 1440 con cui, all'età di circa diciannove anni, entrò nella bottega di Francesco Squarcione. Nel documento, in cui viene detto de Utino, è ricordato già come pictor vagabundus, ma della sua formazione precedente non si sa nulla. Probabilmente era ancora associato allo Squarcione nel 1446-1447, quando ricevette dei pagamenti per dei lavori alla basilica del Santo, dove era attivo anche il maestro.
Sul finire dello stesso 1447 abbandonò la bottega di quest'ultimo, con cui si era indebitato, per passare a quella del milanese Pietro Maggi, sempre a Padova. In breve si indebitò anche con questi, tanto che fu costretto a contrarre un obbligo di pagamento davanti all'ufficiale giudiziario.
La notizia successiva è datata 1455: in quell'anno fu stilato lo strumento dotale della moglie Ginevra di Ziliolo e qui è definito civem et habitatorem Tarvisii; evidentemente, viveva nel capoluogo della Marca già da tempo. Ginevra apparteneva a una famiglia di pittori attivi a Treviso sin dal 1404 e Dario ne ereditò la bottega. Questo evento ne accrebbe gradualmente il prestigio, tanto che nel 1456, mentre operava nella cappella di Orsato Giustinian a Quinto, fu chiamato dalla Serenissima a lavorare nel palazzo ducale. Nel 1459 era ad Asolo dove firmò una Madonna col Bambino affrescata (oggi nel Museo civico); due anni dopo risultava ancora habitatore Asilli e si trovava sempre lì nel 1466, quanto ricevette una petizione dello Squarcione di cui continuava ad essere debitore.
Nel 1468 ritrasse la giovane Caterina Cornaro in occasione delle sue nozze per procura con Giacomo II di Lusignano re di Cipro. Il lavoro più importante che di lui si conosca è la tempera su tela dipinta per la chiesa di san Bernardino, eretta nel 1450 in Bassano e ora distrutta, pala conservata nel museo di quella città. L'immagine rappresenta la Vergine tra San Giovanni Battista e san Bernardino. Gli viene attribuito l'affresco raffigurante le Storie della vita di san Nicolò, nel duomo di Pordenone. Non è noto dove e quando sia morto, ma è probabile a Conegliano dopo il 1490.
Ha lasciato lavori a Treviso, Asolo, Bassano, Conegliano, Pordenone e Serravalle, perlopiù affreschi.